# Profan
Profan è un album della band norvegese Kampfar pubblicato il 13 novembre 2015.

## Tracce
1. Gloria Ablaze – 4:31
2. Profanum – 5:35
3. Icons – 5:01
4. Skavank – 7:35
5. Daimon – 5:54
6. Pole in the Ground – 6:29
7. Tornekratt – 5:05

## Line Up
- Dolk - voce
- Ole Hartvigsen - chitarra
- Ask - batteria, voce
- Jon Bakker - basso